# Tractat de Narva
Aquest article és sobre el tractat de 1704, per a la treva de 1583, veure Tractat de Plussa
El Tractat de Narva fou conclòs el 19 d'agost (C.J.) / 30 d'agost (C.G.) de 1704 durant la Gran Guerra del Nord. La facció de la Confederació de Polònia i Lituània lleial a Frederic August I de Saxònia s'uní a l'aliança Antisueca entre l'Electorat de Saxònia i el Tsarat Rus.

## Rerefons
Al començament de la Gran Guerra del Nord, August II el Fort era Rei De Polònia, Gran Duc De Lituània i Elector de Saxònia. El 1699, s'aliava amb el Tsar rus Pere I el Gran en el Tractat de Preobrazhenskoye i amb Frederic IV de Dinamarca al Tractat de Dresden (1699). Aquestes aliances proporcionaren la base per un atac combinat contra l'Imperi Suec que es dugué a terme el 1700. Tanmateix, ja el 1700 Dinamarca fou forçada a firmar la pau en el Tractat de Traventhal i a la batalla de Narva (1700) Rússia patí una important derrota. En els anys següents, Carles XII de Suècia seguí a August a través de Lituània i de Polònia, imposant-se a ell en una sèrie de batalles, mentre que Rússia fou capaç de recuperar-se i avançar a les províncies de bàltic. Els magnats lituans abandonaren August l'abril de 1702 i s'aliaren amb Suècia.
El juliol de 1704, els suecs avançaren i les baralles internes a la Confederació provocaven el destronament d'August el Fort i l'elecció d'Estanislau I de Polònia, el candidat promogut per Carles XII. Encara que August continuà gaudint de suports,, en particular el de la Confederació de Sandomierz i al voltant d'un 75% de l'exèrcit polonès. En nom de la Confederació, August i els seus seguidors declararen guerra a Suècia, i s'uniren a la coalició antisueca a Narva.

## Termes
El tractat fou negociat per Polònia per Thomas Dzialynski (Dzialin), un comandant de les forces Saxo-Poloneses que participants en el setge de Narva. Fou finalment signat per Pere I el Gran, August el Fort i nobles polonesos i lituans.
L'aliança era tant defensiva com ofensiva. El tractat determinava que Polònia i Rússia havien de continuar la guerra i no signar cap tractat sense consentiment mutu. Pere el Gran va garantir una subvenció anuals de 200.000 rubles, mantenir 12.000 soldats, retornar les conquestes de Semen Paliy a Ucraïna i les conquestes russes a Livònia.

## Conseqüències
Pere el Gran s'assegurà d'aquesta manera que el teatre de guerra polonès-lituà continuaria retenint forces sueques. Més notable, fou el desbaratament dels reforços, per la campanya de Carles XII a Rússia, a la batalla de Koniecpol. Per tal de poder pagar el subsidi, una taxa fou imposada a la pagesia.
Per a August, el tractat era favorable, en tant que la seva posició s'havia deteriorat a causa de les seves nombroses derrotes davant els exèrcits suecs. Pere el Gran, complint el tractat, ordenà a Ivan Mazepa que expulsés Paliy (Paley) dels territoris de la mancomunitat cosac, havia estat la condició irrefutable de Dzialinsky durant les negociacions.
La facció de la Confederació de Polònia i Lituània lleial a Estanislau Leszczyński, organitzada en la Confederació de Varsòvia, en canvi firmà una aliança amb l'Imperi suec al Tractat De Varsòvia el novembre de 1705.